# Beck Peak
Il Beck Peak è un picco roccioso antartico, alto 2.650 m, situato sul fianco orientale del Ghiacciaio Amundsen, circa 3,7 km a nordovest del Monte Stubberud, su una dorsale che si eleva dal fianco settentrionale del Nilsen Plateau, nei Monti della Regina Maud, in Antartide.   
Sembra che il picco sia stato mappato per la prima volta sulla base di foto scattate dall'aereo e da terra da parte della prima spedizione antartica (1928-30) dell'esploratore polare statunitense Byrd.
Una mappatura più dettagliata fu eseguita dall'United States Geological Survey (USGS) sulla base d ispezioni in loco e foto aeree scattate dalla U.S. Navy nel periodo 1960-64.
La denominazione è stata assegnata dall'Advisory Committee on Antarctic Names (US-ACAN) in onore di Andreas Beck, membro della spedizione antartica di Amundsen del 1910-12. La denominazione preserva così lo spirito della designazione di Monte A. Beck fatta da Amundsen nel 1911 e applicata a una vetta non identificata di questa zona.